# 自分手政治
自分手政治（じぶんてせいじ）は、江戸時代、鳥取藩が藩内統治の一環として家老職にある家に藩内の重要な拠点の町を委任統治させたこと。自分政治ともいう。
この制度は寛永9年（1632年）8月、国替えで岡山から池田光仲が鳥取城へ移った年から実施され、明治2年（1869年）に廃止されるまで約240年間続いた。
自分手政治が行われたのは米子、倉吉、松崎、八橋、浦富の5ヵ所で米子・倉吉を荒尾氏、松崎を和田氏に八橋を津田氏、浦富を鵜殿氏にそれぞれ統治させた。
これらの町は郡奉行や大庄屋の管轄する在方の村とは違い、城下の鳥取と同じ扱いを受け町奉行などが設けられていた。また、幕府の全国的な法令、藩の御法度、通達などは郡奉行からではなく荒尾家などの家を通じて出されており、「米子・倉吉・松崎・八橋御定」といった自分手政治が行われる町限定の法令も存在していた。